# Колиска цивілізації

Родючий півмісяць. Саме на нього посилається більшість західних і середньосхідних вчених, кажучи про колиску цивілізації

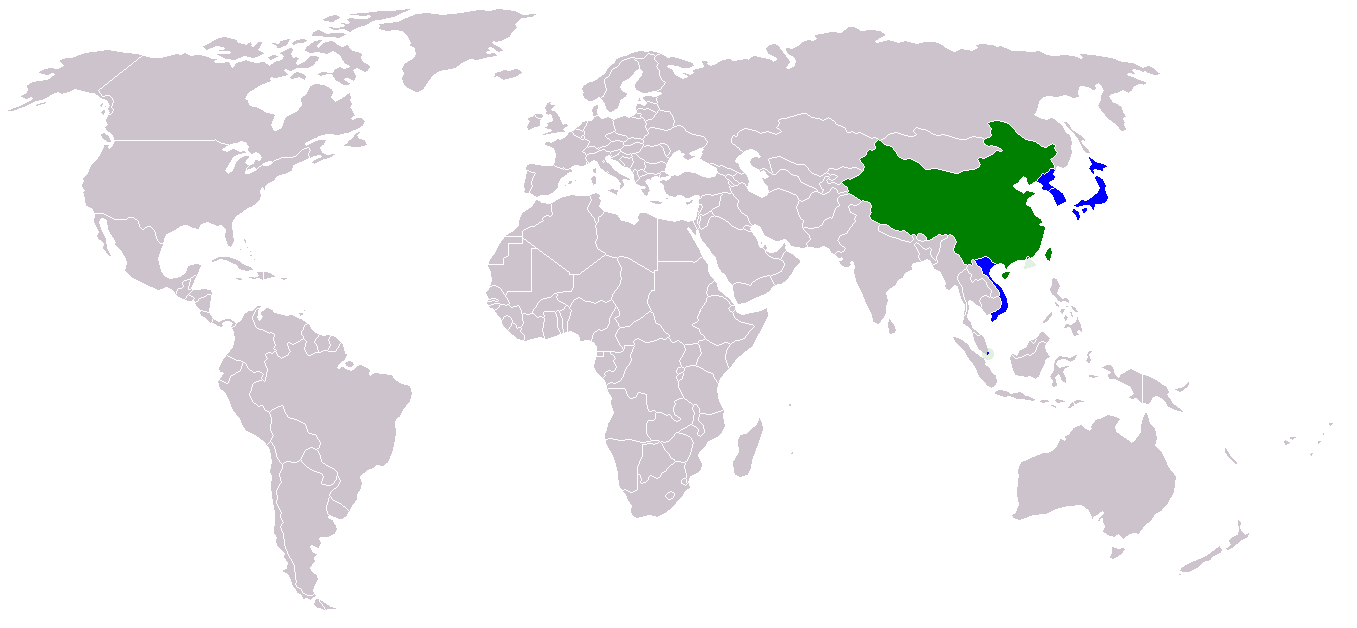
Китайський світ

Колиска цивілізації — термін на позначення регіону чи культури, де зародилася цивілізація незалежно від інших осередків розвитку. Поняття виникло на тлі концепції «Родючого півмісяця», яку на початку XX ст. запропонував Джеймс Брестед. Зазвичай під цим поняттям розуміють складне суспільство з державною владою, соціальною стратифікацією, містами та системою письма.
Зазвичай цей термін застосовують до культур епохи мідної доби, що зародилися на стародавньому Близькому Сході — це, зокрема, Убейдська культура і Накадська культура, що дали початок шумерської та давньоєгипетської цивілізаціям відповідно. Території Родючого півмісяця (Межиріччя та Левант), Вірменії, Іранського нагір'я (стародавні Елам і Аратта), Центральної та Східної Анатолій в цілому вважаються першою колискою цивілізації.
Крім того, цей термін вживають стосовно деяких інших азійських культур, розташованих вздовж долин великих річок, таких як річка Інд (Індська цивілізація) на Індійському субконтиненті і Хуанхе (династія Шан) в Китаї, а також найдавніших культур в інших ранніх вогнищах цивілізації: в Греції (кікладська цивілізація, мінойська цивілізація), Перу (культура Норте-Чико з містом Караль) і Мезоамериці (ольмекська цивілізація).
Спекуляції навколо «колиски цивілізації» характерні для псевдоісторичної й езотеричної літератури про «загублені цивілізації і континенти».